# Gulf Stream (Florida)
Gulf Stream város az USA Florida államában, Palm Beach megyében. Lakosainak száma 954 fő (2020. április 1.).

## Népesség
A település népességének változása:
| Lakosok száma | 777  | 786  | 954  |
|               | 2000 | 2010 | 2020 |